# Wolfgang Holst
Wolfgang Holst (30 de julho de 1922 - Berlim, 10 de dezembro de 2010) foi um dirigente de futebol alemão, que foi presidente honorário do Hertha Berliner Sport-Club.